# Vogelabwehr

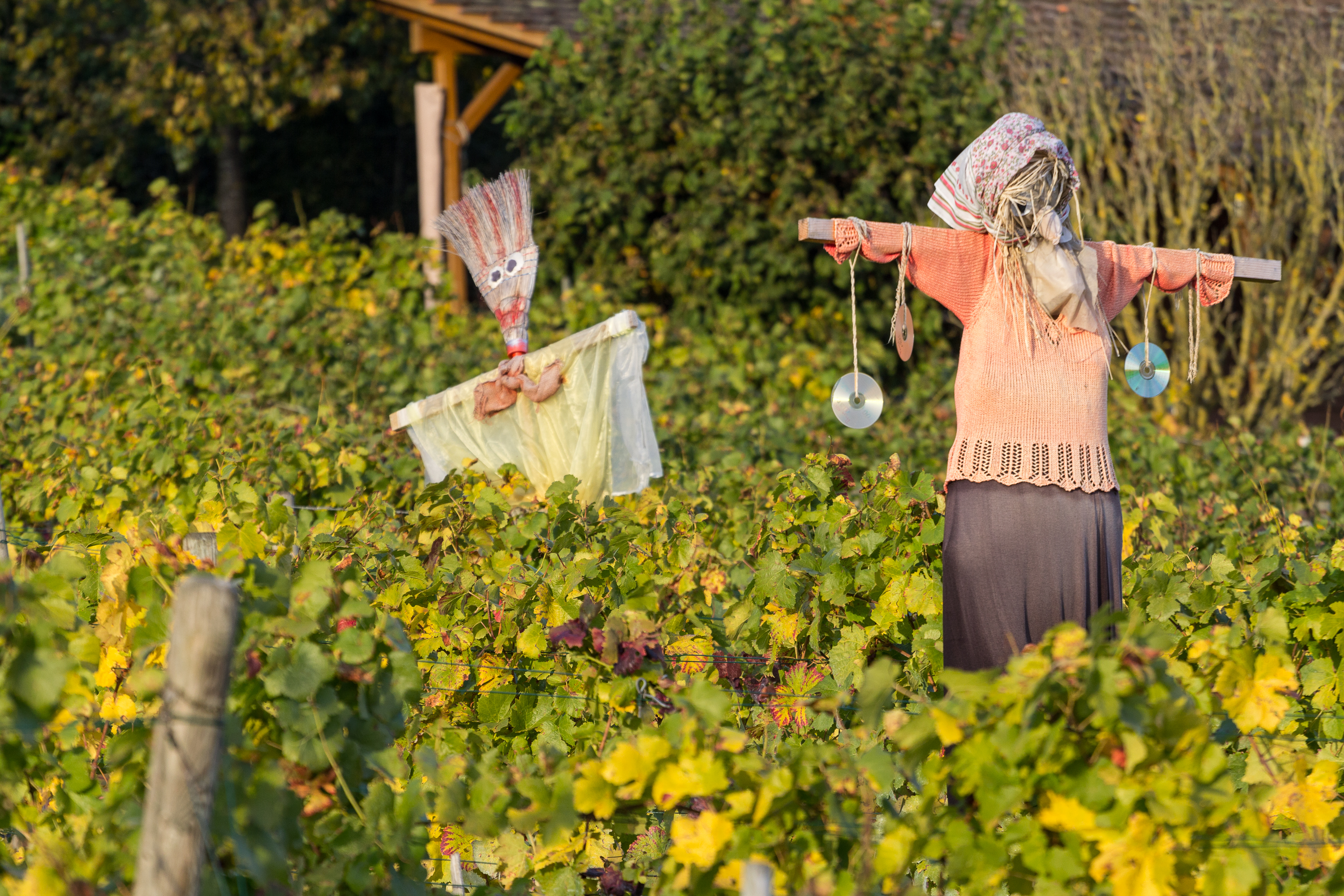
Mit CDs behängte Vogelscheuche im Weinberg

Die Vogelabwehr ist ein Teilgebiet der Schädlingsbekämpfung. Sie zielt darauf ab, Vögel zu vergrämen oder sie am Landen und Nisten zu hindern. Neben dem Schutz von Saatgut und Obst auf landwirtschaftlichen Flächen werden insbesondere in Innenstädten Maßnahmen zur Abwehr bzw. Vergrämung von Stadttauben ergriffen, um die Größe der Populationen der Stadttaube (Columba livia f. domestica) zu begrenzen.

## Abwehrmaßnahmen

Netze und Gitter sind wirksame Abwehrmaßnahmen, wenn sie sorgfältig angebracht werden

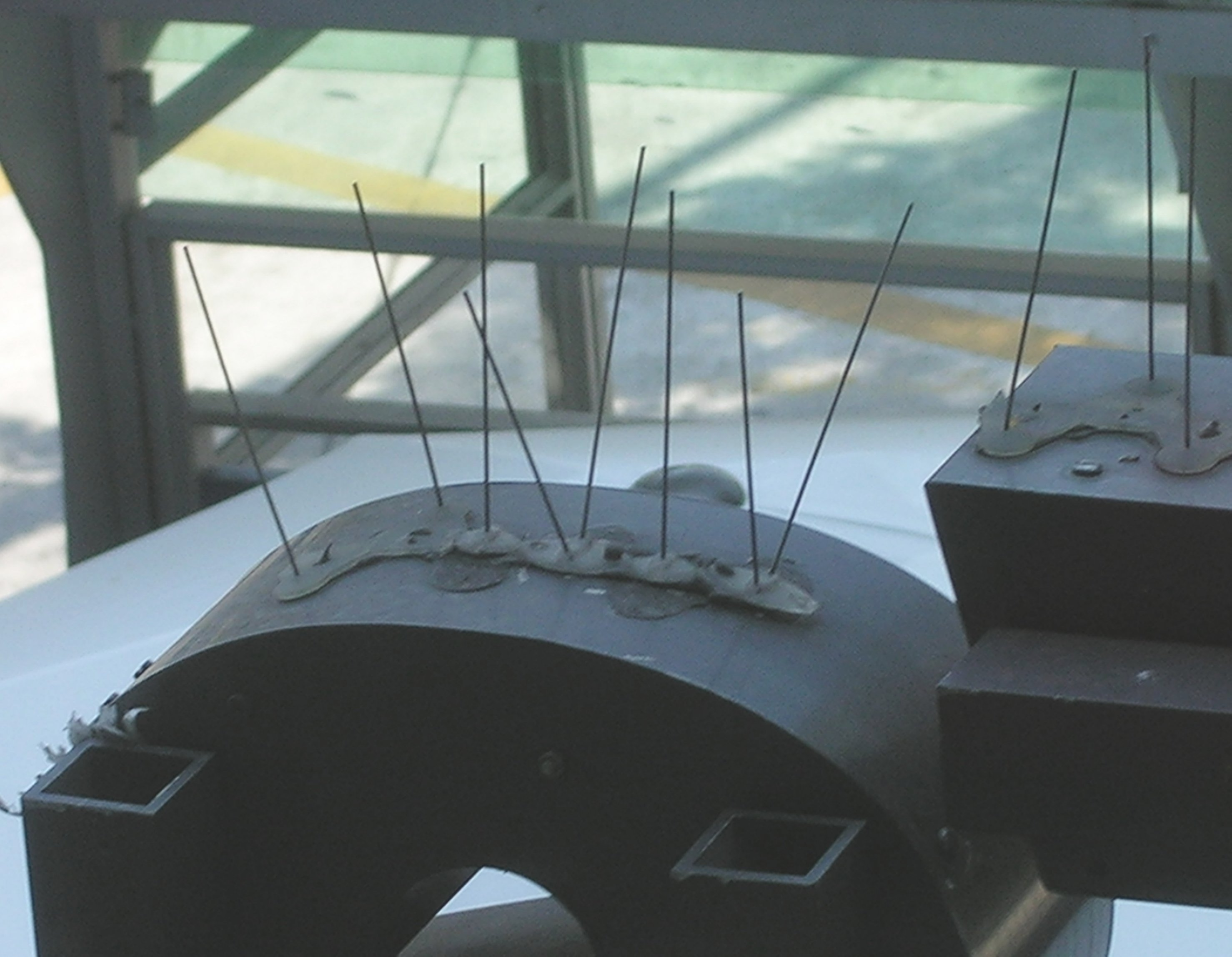
Vogelabwehrspitzen – in dieser sparsamen Form nur bedingt wirksam

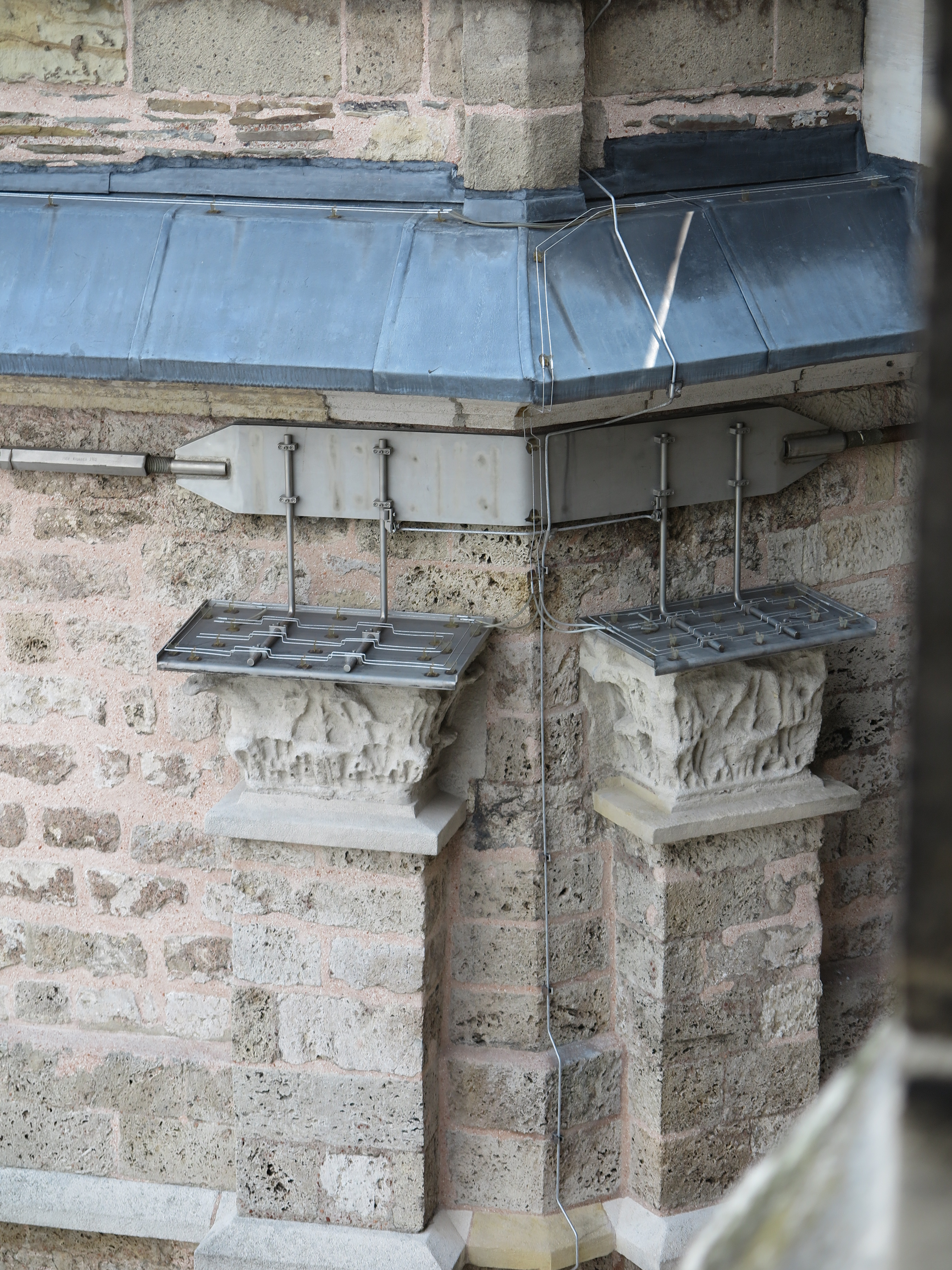
Neben dem massiven stählernen Gurtband und einigen Blitzableiterdrähten ist an der Fassade des Aachener Doms ein Netzwerk von jeweils zwei parallel verlaufenden, dünneren Drähten der elektrischen Abwehranlage zu erkennen.

Je nach Ausgangssituation werden unterschiedliche Abwehrmaßnahmen oder eine Kombination von diesen angewendet. Besonderheiten der zu schützenden Gebäude und Anlagen müssen bei der Auswahl der Abwehrmaßnahmen berücksichtigt werden.

### Vogelabwehr in der Stadt
Schon 1935 empfahl Konrad Lorenz, Tauben nicht zu töten, sondern ihr Brüten zu verhindern, indem die Nistplätze durch Drahtgitter unzugänglich gemacht werden. Weiter schlug er die Schaffung kontrollierter Nistorte, in denen man den Tieren die Eier wegnimmt, sowie die Ansiedlung von Raubvögeln wie dem Kolkraben vor.
Heute kommen als Abwehrmaßnahmen zum Einsatz:
- mechanische Mittel
  - Vogelschutzgitter
  - Vogelschutznetz
  - Vogelabwehrspitzen (Taubenabwehrspikes)
  - Spiralen / Taubenspirale
  - Spanndrahtsysteme
  - Klebegels und -pasten, sollen Vögel vergrämen, verkleben aber Füße und Gefieder, führen oft zum langsamen Tod der Tiere und sind nicht mit §13 Tierschutzgesetz vereinbar[2][3][4]
- Elektroabwehranlagen mit freiliegenden, gespannten Drähten
- Geruchsgels, Geruchssprays u. ä.
- optische Maßnahmen
  - Raubvogelattrappen, Vogelscheuchen
  - Laserstrahler
  - beweglich aufgehängte, reflektierende Gegenstände (Spiegel, CDs/DVDs), die durch Luftzug in Bewegung versetzt werden[5]
- Angebot von Nistplätzen (Taubenhäusern) an zugänglichen Stellen und Austausch der Eier gegen Attrappen
- Einsatz von Wanderfalken
- Einsatz der Taubenpille
- Vergiftung und Abschuss (im Abstimmung mit den zuständigen Behörden)

Einige Maßnahmen weisen jedoch geringe bis keine Wirksamkeit auf.
Als wirksam und dauerhaft gelten mechanische Maßnahmen, die oft keine fortlaufende Wartung erfordern und mit einfachem Werkzeug angebracht werden können.
Die Größe der Straßentaubenpopulation wird überwiegend durch das Futter- und das Brutplatzangebot bestimmt. Durch Übersiedelung in Taubenhäuser entstehen zusätzliche Populationen während freiwerdende Brutplätze nachbesetzt werden. Die Entnahme von Eiern aus Taubenhäusern kann daher oft nur die Größe der neuen Population limitieren. Die Anbringung optischer Maßnahmen ist nur lokal und eingeschränkt wirksam. Akustische Maßnahmen haben sich vielfach als unbrauchbar erwiesen.

### Schutz von Saatgut in der Landwirtschaft
Für die Abwehr des Vogelfraßes nach der Aussat wird Anthrachinon als Beizmittel für das Saatgut (z. B. Mais) angeboten, unter anderem unter der Bezeichnung Morkit. Die Zulassung lief laut Pflanzenschutzmittelregister 2009 aus, nachdem die EU einen Antrag auf Zulassung im Rahmen der Richtlinie 91/414/EWG als Pflanzenschutzmittel abgelehnt hatte. Begründet wurde dies mit der krebserzeugenden Wirkung im Tierversuch und zu vermutende Krebserzeugung beim Menschen.

### Akustische Maßnahmen
Akustische Vogelabwehrmaßnahmen werden auf großen, offenen Flächen verwendet, z. B. in der Landwirtschaft, im Weinbau und in der Vogelschlagabwehr auf Flughäfen. Der hohe Pfeifton von Ultraschallgeräten soll die Vögel abschrecken, kann aber unter Umständen auch von Menschen gehört werden. Akustische Maßnahmen wie Knallgeräte (Vogelschreck), Ultraschall- und Vogelschreigeräte sind umstritten und können störend auf Anwohner und Passanten wirken. Auch ist die Effizienz noch nicht wissenschaftlich belegt.

## Gründe für die Vogelabwehr

### Gesundheitsgefahren

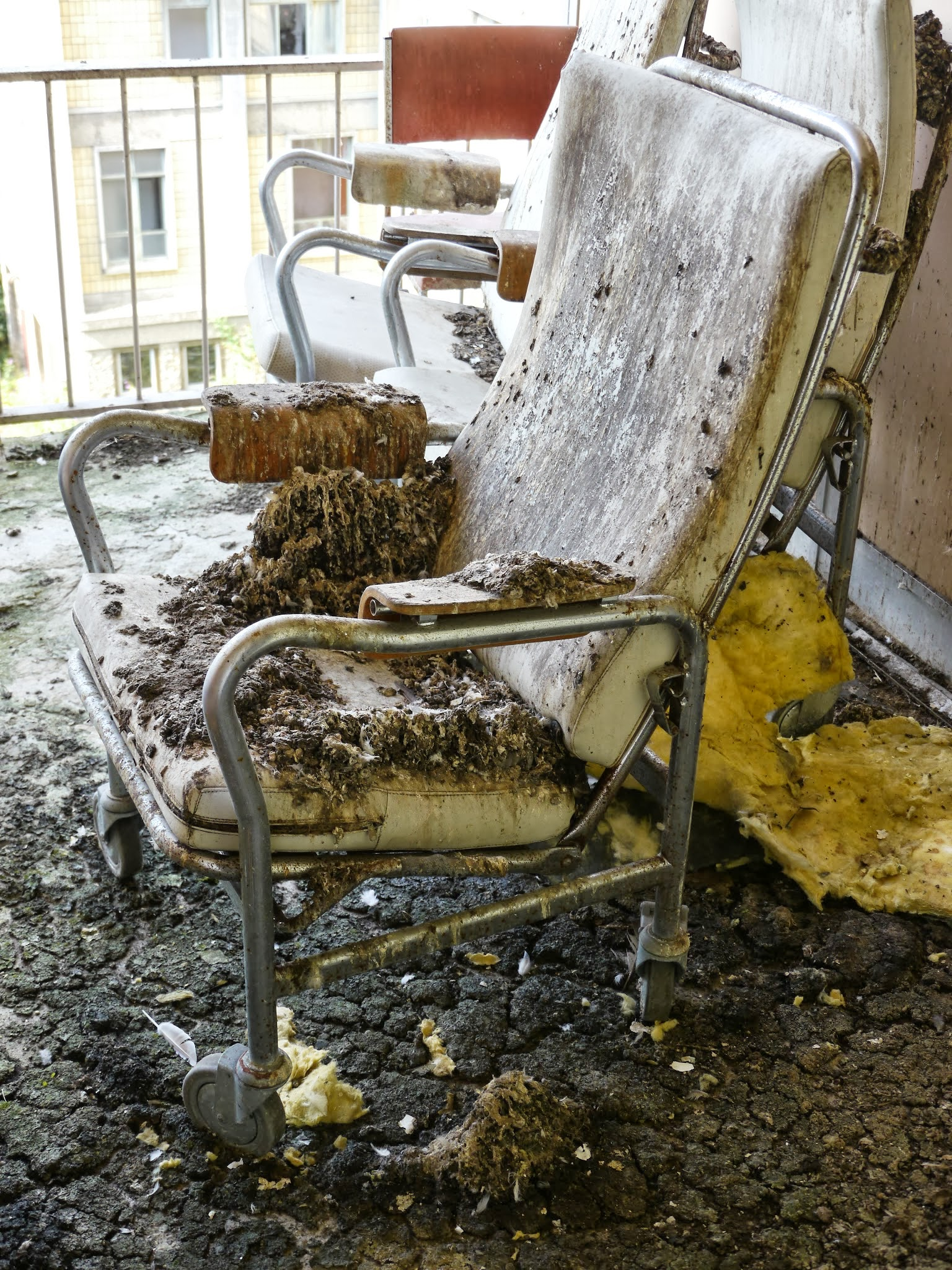
Taubenkot auf einem nicht genutzten Balkon

Vögel können Träger von Schädlingen wie Parasiten sowie von Krankheiten sein. Insbesondere Infektionskrankheiten wie die Ornithose (Papageienkrankheit) können auf Menschen übertragen werden. Parasiten aus dem Gefieder der Tauben sowie die im Taubenkot vorhandenen Erreger können zu Erkrankungen führen, so unter anderem, indem Lebensmittel auf Märkten und in der Freiluftgastronomie durch Tauben verunreinigt werden.
Parasiten der Tauben können gelegentlich Menschen befallen, zum Beispiel wenn Stadttauben in Dachböden nisten. Dies wird besonders häufig von der Taubenzecke (Argas reflexus und anderen Argas-Arten) berichtet, seltener auch von anderen Parasiten wie Taubenflöhen (Ceratopsyllus columbae), Roter Vogelmilbe (Dermanyssus gallinae), Nordischer Vogelmilbe  (Ornithonyssus sylviarum) und Bettwanze (Cimex lectularius).
Staub aus Vogelkot und Federteilchen kann Allergien auslösen: Die „Taubenzüchterlunge“ ist eine auf einer allergischen Alveolitis beruhende Lungenentzündung.
Tätigkeiten in Arbeitsbereichen, die mit Taubenkot verunreinigt sind, bedürfen zusätzlicher persönlicher Schutzmaßnahmen.

### Weitere Probleme
- Vögel können erhebliche Ernteschäden verursachen, beispielsweise durch Anpicken der Trauben im Weinbau. Besonders in der Nähe von Hochspannungsleitungen und anderen bevorzugten Sitzpositionen befürchten Winzer Vogelfraß.[11]

- Vogelschlag an Flugzeugen kann zu Schäden an den Triebwerken und zur Behinderung des Flugbetriebs führen. Vögel an Flughäfen verursachen erhebliche wirtschaftliche Schäden und Sicherheitsgefahren.

- Jede Stadttaube produziert pro Jahr zehn bis zwölf Kilogramm Kot, der ätzend wirkt und nicht nur historische Bausubstanz, sondern auch Stahlkonstruktionen schädigen kann.[21] Durch Nistmaterial und Kot verstopfte Dachrinnen können zu Durchfeuchtungen führen.

- Vogelkadaver locken Schädlinge wie Speckkäfer und Milben an.

## Juristisches
Der Hessische Verwaltungsgerichtshof hat verwilderte Haustauben unter anderem dann als Schädlinge eingestuft, „wenn sie in praxistypischen größeren Populationen auftreten“. Als solche dürfen sie unter bestimmten Voraussetzungen bekämpft und getötet werden.
„Mecklenburg-Vorpommern hat in § 1 der Landesverordnung zur Bekämpfung von Gesundheitsschädlingen vom 26. Juni 1992 (GVOBl. M.-V. 1992 S. 37) verwilderte Haustauben als tierische Schädlinge (Gesundheitsschädlinge) eingestuft; ebenso Sachsen-Anhalt in § 1 der Verordnung über die Feststellung und Bekämpfung eines Befalls mit tierischen Schädlingen vom 14. Februar 1996 (GVBl. LSA 1996 S. 112).“